# Coccidiosis
La coccidiosis es una enfermedad intestinal que puede afectar tanto al hombre como a los animales, producida por coccidios del género Eimeria o Isospora. Genera efectos económicos en la industria ganadera al afectar al ganado vacuno, al ganado ovino, al ganado caprino, al ganado porcino, las aves de corral y también a los conejos.  Los caballos, perros y gatos domesticos también pueden enfermarse de coccidiosis aunque es muy poco diagnosticada.
En el hombre, la Clasificación Internacional de Enfermedades, CIE-10, se refiere con el término coccidiosis intestinal a la infección producida por Isospora belli, enfermedad denominada isosporiasis, aunque es muy poco común. 
También, en un sentido más genérico, coccidiosis puede referirse a enfermedades producidas por diversos coccidios: ciclosporosis, sarcocistosis.
La enfermedad se transmite por el contacto con heces o por ingestión de tejidos infectados.  El síntoma primario es la diarrea, que pueden llegar a ser sangrienta en los casos severos. La mayoría de los animales infectados por coccidios son asintomáticos; sin embargo, los jóvenes o inmunodeficientes pueden sufrir síntomas severos, incluyendo muerte. Aunque los coccidios pueden infectar a una amplia variedad de animales, incluyendo seres humanos y ganado, son generalmente parásitos específicos.

## Etiología y epidemiología
La coccidiosis está extendida mundialmente y afecta principalmente a animales jóvenes o confinados en áreas pequeñas contaminadas con heces. Ya que los coccidios son patógenos oportunistas, producen la enfermedad mayoritariamente en animales con cierto grado de inmunodepresión, ya sea malnutridos, con malas condiciones de higiene, en hacinamiento o después del estrés de ser destetados, transportados, modificados en su alimentación o bajo inclemencias climáticas.
Algunos géneros que producen coccidiosis son los siguientes:
- Isospora (familia Eimeriidae) es la causa más común de coccidiosis en perros y gatos.

- Hammondia, Besnoitia y Sarcocystis (familia Sarcocystidae) afecta a perros y gatos, aunque normalmente no ocasionan síntomas.

- Toxoplasma (familia Sarcocystidae) incluye una especie importante, Toxoplasma gondii, que ocasiona la toxoplasmosis. Los gatos son los huéspedes finales, pero todos los mamíferos, aves y algunos peces, reptiles y anfibios pueden ser huéspedes intermedios

- Neospora (familia Sarcocystidae) incluye una especie importante, Neospora caninum que afecta a los perros de una forma similar a la toxoplasmosis. La neosporosis es difícil de tratar.

- "Cyclospora" (familia Eimeriidae) ocasiona la ciclosporiasis en mamíferos, en el humano se ha reportado "Cyclospora cayetanensis" como una causa emergente de cocciodiosis, principalmente en zonas tropicales, si bien ha habido brotes importantes en países como Estados Unidos. Causa diarrea abundante autolimitada en individuos inmunocompetentes. En individuos inmunocomprometidos o si el inóculo es muy grande, puede requerir medicación para detener la pérdida masiva de líquido y nutrientes.

- Hepatozoon (familia Hepatozoidae) ocasiona la hepatozoonosis en perros, gatos, roedores, etc. El parásito se reproduce primero en el intestino y después migra a través del torrente sanguíneo o linfático a los ganglios linfáticos, bazo, pulmones, hígado, médula ósea o músculo, donde continúa su desarrollo ocasionando diversas lesiones.[cita requerida]

### Coccidiosis en las aves de corral
Cinco especies de Eimeria han sido reconocidas como causantes de la coccidiosis en las aves de corral:
- E. acervulina.
- E. maxima.
- E. tenella.
- E. brunetti.
- E. mitis.
- E. necatrix.
- E. praecox.

Las tres primeras son las que producen con mayor frecuencia la enfermedad.

### Coccidiosis en los conejos
En el conejo se han identificado las siguientes especies de Eimeria como causantes de la enfermedad:
- E. coecicola
- E. flavescens.
- E. intestinalis.
- E. irresidua.
- E. magna.
- E. media.
- E. perforans.
- E. piriformis.
- E. vejdovskyi.
- E. stiedai.

## Cuadro clínico
La destrucción del epitelio intestinal, y también del tejido conectivo de la mucosa produce hemorragia, inflamación, secreción y diarrea.  Debido a esto, lo que se produce es diarrea con sangre y tejidos, tenesmo y deshidratación.
Las proteínas y electrolitos del suero se alteran, produciendo hipoproteinemia y trastorno hidroelectrolítico, especialmente hiponatremia.

## Tratamiento
La coccidiosis es autolimitada y suele remitir espontáneamente dentro de pocas semanas, siempre que no haya una reinfección concomitante. Un tratamiento precoz puede frenar el desarrollo de la enfermedad disminuyendo la descarga de ooquistes, aliviar la hermorragia y la diarrea, disminuyendo los riesgos de infecciones secundarias o la muerte.
Los animales enfermos deben ser aislados y tratados individualmente en la medida de lo posible para asegurar la recepción de los medicamentos y prevenir la exposición de otros animales. 
No obstante, la eficacia de cualquier tratamiento medicamentoso para la coccidiosis no ha podido ser demostrado, aunque sí se está de acuerdo en que previene la reinfección y de esta forma facilita la recuperación.